# J.League Division 1 2008
La stagione 2008 è stata la sedicesima edizione della J.League Division 1, massimo livello del campionato giapponese di calcio.

## Squadre partecipanti

### Profili
| Club partecipanti  | Club partecipanti | Città    | Stadio                         | Stagione 2007                                    |
| ------------------ | ----------------- | -------- | ------------------------------ | ------------------------------------------------ |
| Albirex Niigata    | dettagli          | Niigata  | Niigata Stadium                | 6° in J.League Division 1                        |
| Consadole Sapporo  | dettagli          | Sapporo  | Sapporo Dome                   | 1° in J.League Division 2                        |
| FC Tokyo           | dettagli          | Tokyo    | Tokyo Stadium                  | 12° in J.League Division 1                       |
| Gamba Osaka        | dettagli          | Osaka    | Osaka Expo '70 Stadium         | 3° in J.League Division 1                        |
| JEF United         | dettagli          | Ichihara | Fukuda Denshi Arena            | 13° in J.League Division 1                       |
| Júbilo Iwata       | dettagli          | Iwata    | Yamaha Stadium                 | 9° in J.League Division 1                        |
| Kashima Antlers    | dettagli          | Ibaraki  | Kashima Soccer Stadium         | Campione del Giappone                            |
| Kashiwa Reysol     | dettagli          | Kashiwa  | Hitachi Kashiwa Soccer Stadium | 8° in J.League Division 1                        |
| Kawasaki Frontale  | dettagli          | Kawasaki | Todoroki Athletics Stadium     | 5° in J.League Division 1                        |
| Kyoto Sanga        | dettagli          | Kyoto    | Nishikyogoku Athletic Stadium  | 3° in J.League Division 2                        |
| Nagoya Grampus     | dettagli          | Nagoya   | Mizuho Athletic Stadium        | 11° in J.League Division 1 (come Nagoya Grampus) |
| Oita Trinita       | dettagli          | Ōita     | Ōita Stadium                   | 14° in J.League Division 1                       |
| Omiya Ardija       | dettagli          | Saitama  | NACK5 Stadium Ōmiya            | 15° in J.League Division 1                       |
| Shimizu S-Pulse    | dettagli          | Shizuoka | Outsourcing Stadium Nihondaira | 4° in J.League Division 1                        |
| Tokyo Verdy        | dettagli          | Tokyo    | Tokyo Stadium                  | 2° in J.League Division 2                        |
| Vissel Kōbe        | dettagli          | Kōbe     | Home's Stadium Kobe            | 10° in J.League Division 1                       |
| Urawa Reds         | dettagli          | Saitama  | Saitama Stadium 2002           | 2° in J.League Division 1                        |
| Yokohama F·Marinos | dettagli          | Yokohama | Nissan Stadium                 | 7° in J.League Division 1                        |

### Allenatori
| Club              | Allenatore                        |
| ----------------- | --------------------------------- |
| Albirex Niigata   | Jun Suzuki                        |
| Consadole Sapporo | Toshiya Miura                     |
| FC Tokyo          | Hiroshi Jōfuku                    |
| Gamba Osaka       | Akira Nishino                     |
| JEF United        | Josip Kuže Alex Miller            |
| Júbilo Iwata      | Atsushi Uchiyama Hans Ooft        |
| Kashima Antlers   | Oswaldo de Oliveira               |
| Kashiwa Reysol    | Nobuhiro Ishizaki                 |
| Kawasaki Frontale | Takashi Sekizuka Tsutomu Takahata |

| Club               | Allenatore                      |
| ------------------ | ------------------------------- |
| Kyoto Sanga        | Hisashi Katō                    |
| Nagoya Grampus     | Dragan Stojković                |
| Oita Trinita       | Péricles Chamusca               |
| Omiya Ardija       | Yasuhiro Higuchi                |
| Shimizu S-Pulse    | Kenta Hasegawa                  |
| Tokyo Verdy        | Tetsuji Hashiratani             |
| Urawa Reds         | Holger Osieck Gert Engels       |
| Vissel Kōbe        | Hiroshi Matsuda                 |
| Yokohama F·Marinos | Takashi Kuwahara Kokichi Kimura |

## Classifica finale
|                     | Pos. | Squadra            | Pt | G  | V  | N  | P  | GF | GS | DR  |
| ------------------- | ---- | ------------------ | -- | -- | -- | -- | -- | -- | -- | --- |
| Giappone (bandiera) | 1.   | Kashima Antlers    | 63 | 34 | 18 | 9  | 7  | 56 | 30 | +26 |
|                     | 2.   | Kawasaki Frontale  | 60 | 34 | 18 | 6  | 10 | 65 | 42 | +23 |
|                     | 3.   | Nagoya Grampus     | 59 | 34 | 17 | 8  | 9  | 48 | 35 | +13 |
|                     | 4.   | Oita Trinita       | 56 | 34 | 16 | 8  | 10 | 33 | 24 | +9  |
|                     | 5.   | Shimizu S-Pulse    | 55 | 34 | 16 | 7  | 11 | 50 | 42 | +8  |
|                     | 6.   | FC Tokyo           | 55 | 34 | 16 | 7  | 11 | 50 | 46 | +4  |
|                     | 7.   | Urawa Reds         | 53 | 34 | 15 | 8  | 11 | 50 | 42 | +8  |
|                     | 8.   | Gamba Osaka        | 50 | 34 | 14 | 8  | 12 | 46 | 49 | -3  |
|                     | 9.   | Yokohama F·Marinos | 48 | 34 | 13 | 9  | 12 | 43 | 32 | +11 |
|                     | 10.  | Vissel Kōbe        | 47 | 34 | 12 | 11 | 11 | 39 | 38 | +1  |
|                     | 11.  | Kashiwa Reysol     | 46 | 34 | 13 | 7  | 14 | 48 | 45 | +3  |
|                     | 12.  | Omiya Ardija       | 43 | 34 | 12 | 7  | 15 | 36 | 45 | -9  |
|                     | 13.  | Albirex Niigata    | 42 | 34 | 11 | 9  | 14 | 32 | 46 | -14 |
|                     | 14.  | Kyoto Sanga        | 41 | 34 | 11 | 8  | 15 | 37 | 46 | -9  |
|                     | 15.  | JEF United         | 38 | 34 | 10 | 8  | 16 | 36 | 53 | -17 |
|                     | 16.  | Júbilo Iwata       | 37 | 34 | 10 | 7  | 17 | 40 | 48 | -8  |
|                     | 17.  | Tokyo Verdy        | 37 | 34 | 10 | 7  | 17 | 38 | 50 | -12 |
|                     | 18.  | Consadole Sapporo  | 18 | 34 | 4  | 6  | 24 | 36 | 70 | -34 |

Legenda:

      Campione del Giappone e ammessa alla AFC Champions League 2009

      Ammesse alla AFC Champions League 2009

      Retrocessa in J.League Division 2 2009

Note:
Tre punti a vittoria, uno a pareggio, zero a sconfitta.
Júbilo Iwata ottiene l'accesso ai playoff grazie ad una migliore differenza reti nei confronti del Tokyo Verdy.

## Risultati

### Spareggi promozione/salvezza
|                |     |                | Città e data             |
| -------------- | --- | -------------- | ------------------------ |
| Vegalta Sendai | 1-1 | Júbilo Iwata   | Sendai, 10 dicembre 2008 |
| Júbilo Iwata   | 2-1 | Vegalta Sendai | Iwata, 13 dicembre 2008  |

## Statistiche

### Classifica marcatori
| Gol | Rigori |  | Giocatore          | Squadra           |
| --- | ------ |  | ------------------ | ----------------- |
| 21  | 1      |  | Marquinhos         | Kashima Antlers   |
| 16  | 2      |  | Davi               | Consadole Sapporo |
| 14  |        |  | Jong Tae-Se        | Kawasaki Frontale |
| 14  |        |  | Atsushi Yanagisawa | Kyoto Sanga       |
| 13  | 3      |  | Alessandro         | Albirex Niigata   |
| 12  |        |  | Shingo Akamine     | FC Tokyo          |
| 12  | 1      |  | Juninho            | Kawasaki Frontale |
| 12  | 4      |  | Frode Johnsen      | Kawasaki Frontale |